# Joel McCrea
Pour l’article homonyme, voir McCrea.
Joel McCrea est un acteur américain, né le 5 novembre 1905 à South Pasadena, Californie, États-Unis, et mort le 20 octobre 1990 à Los Angeles.

## Biographie
Joel McCrea commence sa carrière en 1927. Sa stature d'1,87 m lui permet d'être embauché comme figurant et cascadeur. Puis il tient son premier grand rôle dès 1929 dans un film parlant de la MGM, The Jazz Age, et obtient, l'année suivante, le rôle principal dans The Silver Horde. Passé sous contrat chez RKO Pictures en 1930, il sait passer avec une aisance remarquable de la comédie et des films d'aventure, aux rôles de jeune premier. De ses années 1930, l'on retiendra surtout deux films tournés en 1932 : le film de guerre Quatre de l'aviation (The Lost Squadron) et Les Chasses du comte Zaroff (The Most dangerous Game), un film fantastique.
Puis il passe sous contrat avec la MGM et se montre excellent dans les comédies de mœurs telles que Ils étaient trois (These Three) de William Wyler (1936) et Rue sans issue (Dead end) du même réalisateur, tourné l'année suivante. On notera aussi le film d"espionnage d'Alfred Hitchcock : Correspondant 17 (1940) où il tient l'un des trois rôles principaux avec Laraine Day. Passé à la Paramount Pictures, Sturges lui donne deux rôles qui figureront parmi ses meilleurs : Les Voyages de Sullivan (Sullivan's Travels) (1941) et The Great Moment (en) (1944).
À partir de 1946, McCrea va tourner presque exclusivement dans des westerns. Il tient le rôle principal dans Buffalo Bill de Wellman, il est Le Virginien dans Le Traître du Far-West (The Virginian) de Gilmore en 1946, puis Wyatt Earp dans Un jeu risqué de Jacques Tourneur (1955).
En 1962, Peckinpah lui offre un rôle de cow-boy vieillissant dans Coups de feu dans la Sierra (Ride the high country) aux côtés de Randolph Scott, un acteur qui rappelle McCrea tant par les personnages qu'il a incarnés dans les westerns que par la modestie qui émane de sa personne.
Ce sera le dernier film notable de McCrea.

## Vie privée
Joel McCrea a été marié à l'actrice Frances Dee (1909-2004) de 1933 jusqu'à sa mort en 1990, le jour de leur 57e anniversaire de mariage. Il a rencontré son épouse sur le tournage de The Silver Cord en 1933. Elle lui a donné trois fils.

## Filmographie

### Cinéma

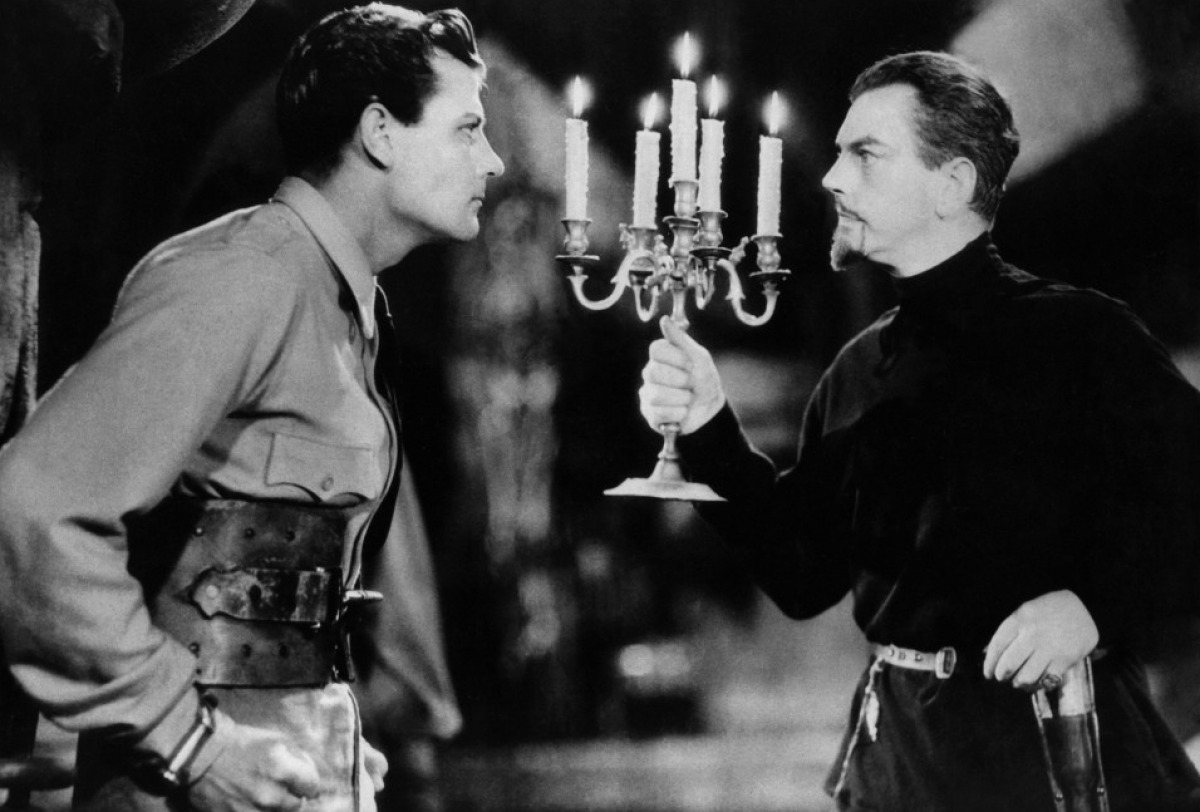
Joel McCrea et Leslie Banks dans Les Chasses du comte Zaroff (1932).

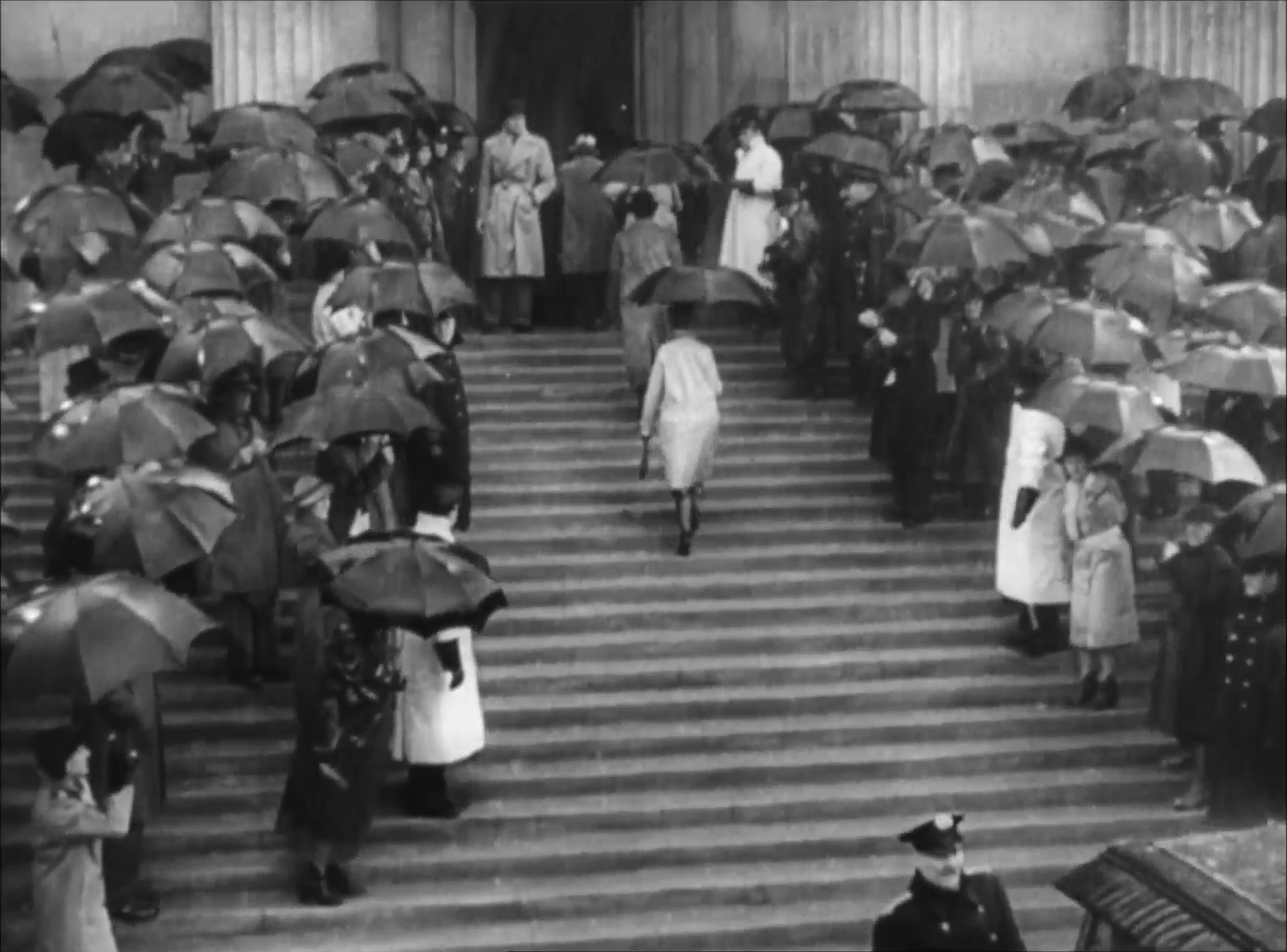
Correspondant 17 (1940).

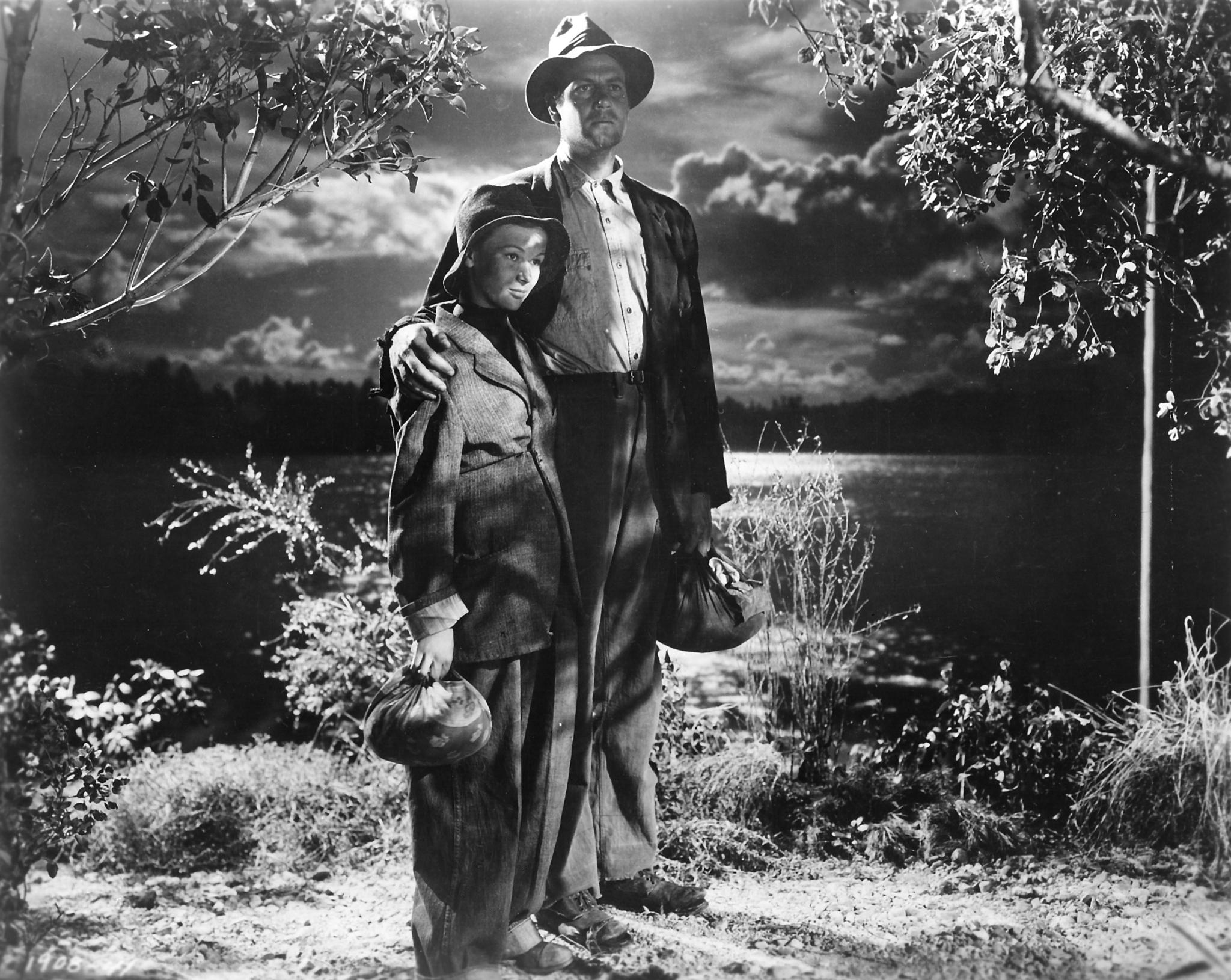
Veronica Lake et Joel McCrea dans Les Voyages de Sullivan (1942).

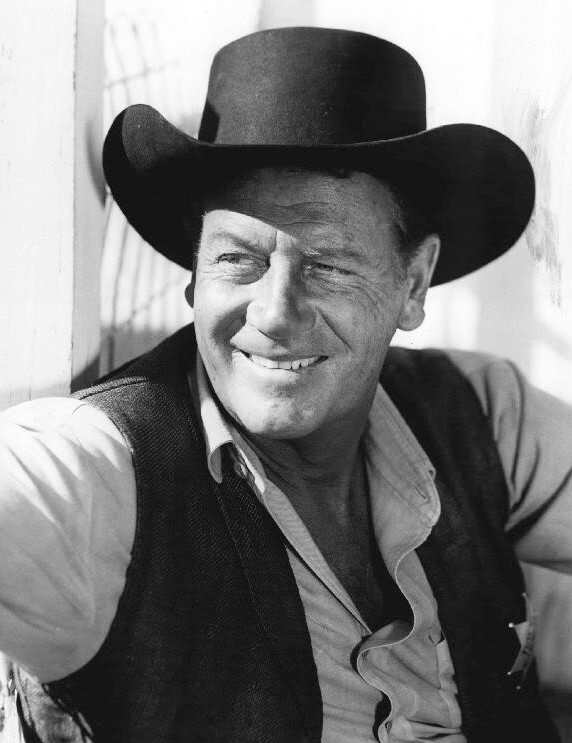
Joel McCrea dans la série TV Wichita Town (1959).

#### Années 1920
- 1927 : L'Ennemie (The Enemy) de Fred Niblo
- 1928 : The Five O'Clock Girl de Robert Z. Leonard : Oswald
- 1929 : The Jazz Age de Lynn Shores (en) : Todd Sayles
- 1929 : So This Is College de Sam Wood
- 1929 : Dynamite de Cecil B. DeMille : Marco, le Sheik

#### Années 1930
- 1930 : The Silver Horde de George Archainbaud : Boyd Emerson
- 1930 : Lightnin' : John Marvin
- 1931 : Once a Sinner (en) de Guthrie McClintic : Tommy Mason
- 1931 : Kept Husbands de Lloyd Bacon : Richard 'Dick' Brunton
- 1931 : The Common Law de Paul L. Stein : John Neville Jr
- 1931 : Girls About Town : Jim Baker
- 1931 : Née pour aimer (en) (Born To Love) de Paul L. Stein : Capitaine Barry Craig
- 1932 : L'Oiseau de paradis (Bird of Paradise) de King Vidor : Johnny Baker
- 1932 : Les Chasses du comte Zaroff (The Most Dangerous Game) de Ernest B. Schoedsack et Irving Pichel : Robert (Bob) Rainsford
- 1932 : Quatre de l'aviation (The Lost Squadron) de George Archainbaud : Red
- 1932 : Les Affaires et le Plaisir (Business and Pleasure) de David Butler : Lawrence Ogle
- 1932 : The Sport Parade (en) : Sandy Brown
- 1932 : Rockabye : Jacobs Van Riker Pell
- 1933 : La Chaîne d'argent (The Silver Cord) de John Cromwell : David Phelps
- 1933 : La Revanche du cœur (Bed of Roses) de Gregory La Cava : Dan
- 1933 : One Man's Journey : Jimmy Watt
- 1933 : Chance at Heaven : Blackstone 'Blacky' Gorman
- 1934 : Franc jeu (Gambling Lady) de Archie Mayo : Garry Madison
- 1934 : La Femme la plus riche du monde (The Richest Girl in the World) de William A. Seiter : Tony Travers
- 1935 : Mondes privés (Private Worlds) de Gregory La Cava : Dr. Alex MacGregor
- 1935 : La Femme et le Pantin (The Devil Is a Woman) de Josef von Sternberg : Antonio Galvan
- 1935 : Notre petite fille (Our Little Girl) de John Stuart Robertson : Dr. Donald Middleton
- 1935 : L'Évadée (Woman Wanted) de George B. Seitz : Tony Baxter
- 1935 : Ville sans loi (Barbary Coast) de Howard Hawks : Jim Carmichael
- 1935 : Splendor de Elliott Nugent : Brighton Lorrymore
- 1936 : Ils étaient trois (These Three) de William Wyler : Dr Joe Cardin
- 1936 : Le Billet fatal (Two in a Crowd) de   Alfred E. Green : Larry Stevens
- 1936 : Aventure à Manhattan (Adventure in Manhattan) de Edward Ludwig : George Melville
- 1936 : Le Vandale (Come and Get It) de Howard Hawks et William Wyler : Richard Glasgow
- 1936 : Saint-Louis Blues (Banjo on My Knee) de John Cromwell : Ernie Holley
- 1937 : La Loi du milieu (Internes Can't Take Money) de Alfred Santell : James Kildare
- 1937 : Madame poursuit Monsieur (Woman Chases Man) de John G. Blystone : Kenneth Nolan
- 1937 : Rue sans issue (Dead End) de William Wyler : Dave Connell
- 1937 : Une nation en marche (Wells Fargo) de Frank Lloyd : Ramsey MacKay
- 1938 : Trois Souris aveugles (Three Blind Mice) de William A. Seiter : Van Dam Smith
- 1938 : Folle jeunesse (en) (Youth Takes a Fling) d'Archie Mayo : Joe Meadows
- 1939 : Pacific Express (Union Pacific) de Cecil B. DeMille : Capitaine Jeff Butler
- 1939 : Mélodie de la jeunesse (They Shall Have Music) d'Archie Mayo : Peter McCarthy
- 1939 : Agent double  (Espionage Agent) : Barry Corvall

#### Années 1940
- 1940 : Le Lys du ruisseau (Primrose Path) de Gregory La Cava : Ed Wallace
- 1940 : Il épouse sa femme (en) (He Married His Wife) : T.H. 'Randy' Randall
- 1940 : Correspondant 17 (Foreign Correspondent) d'Alfred Hitchcock : Johnny Jones / Huntley Haverstock
- 1941 : Le Tombeur du Michigan (Reaching for the Sun) de William A. Wellman : Russ Eliot
- 1941 : Les Voyages de Sullivan (Sullivan's Travels) de Preston Sturges : John L. Lloyd Sullivan
- 1942 : L'Inspiratrice (The Great Man's Lady) de William A. Wellman : Ethan Hoyt
- 1942 : Madame et ses flirts (The Palm Beach Story) de Preston Sturges : Tom Jeffers (Capitaine McGlew)
- 1943 : Plus on est de fous (The More the Merrier) de George Stevens : Joe Carter
- 1944 : Buffalo Bill de William A. Wellman : William Frederick "Buffalo Bill" Cody
- 1944 : The Great Moment (en) de Preston Sturges : William Thomas Green Morton
- 1945 : L'Invisible Meurtrier (The Unseen) de Lewis Allen : David Fielding
- 1946 : Le Traître du Far-West (The Virginian) de Stuart Gilmore : le Virginien
- 1947 : Femme de feu (Ramrod) de André de Toth : Dave Nash
- 1948 : Le Destin du fugitif (Four Faces West) (3 000 $ mort ou vif) de Alfred E. Green : Ross McEwen
- 1949 : Les Chevaliers du Texas (South of St. Louis) de Ray Enright : Kip Davis
- 1949 : La Fille du désert (Colorado Territory) de Raoul Walsh : Wes McQueen

#### Années 1950
- 1950 : Le Convoi maudit (The Outriders) de Roy Rowland : Will Owens
- 1950 : Saddle Tramp (en) : Chuck Conner
- 1950 : Stars in My Crown de Jacques Tourneur : Josiah Doziah Gray
- 1950 : La Femme sans loi (Frenchie) de Louis King : shériff Tom Banning
- 1951 : L'Enfant du désert (en) (Cattle Drive) de  Kurt Neumann : Dan Mathew
- 1952 : La Madone du désir (The San Francisco Story) de Robert Parrish : Rick Nelson
- 1953 : Coup de feu au matin (Rough Shoot) de Robert Parrish : lieutenant-colonel Robert Tanie
- 1953 : Lone Hand de George Sherman : Zachary Hallock
- 1954 : Les Rebelles (Border River) de George Sherman : major Clete Mattson
- 1954 : Le Défilé sauvage (Black Horse Canyon) : Del Rockwell
- 1955 : Un jeu risqué (Wichita) de Jacques Tourneur : Wyatt Earp
- 1955 : Le juge Thorne fait sa loi (Stranger on Horseback) de Jacques Tourneur : Juge Richard 'Rick' Thorne
- 1956 : Attaque à l'aube (en) (The First Texan) de Byron Haskin : Sam Houston
- 1957 : Fureur sur l'Oklahoma (en) (The Oklahoman) de Francis D. Lyon : Dr John Brighton
- 1957 : Femme d'Apache (Trooper Hook) de Charles Marquis Warren : sergent Clovis Hook
- 1957 : Violence dans la vallée (The Tall Stranger) de Thomas Carr : Ned Bannon
- 1957 : La Sanglante Embuscade (Gunsight Ridge) de Francis D. Lyon : Mike Ryan
- 1958 : Cattle Empire (en) de Charles Marquis Warren : John Cord
- 1958 : Fort Massacre (Fort Massacre) de Joseph M. Newman : sergent Vinson
- 1959 : Le Shérif aux mains rouges (The Gunfight at Dodge City) de Joseph M. Newman : Bat Masterson

#### Années 1960
- 1962 : Coups de feu dans la Sierra (Ride the High Country) de Sam Peckinpah : Steve Judd
- 1966 : The Young Rounders

#### Années 1970
- 1970 : Cry Blood, Apache (en) de Jack Starrett : Pitcalin
- 1970 : Sioux Nation
- 1976 : Mustang Country (en) (Mustang Country) de John C. Champion (en) : Dan

### Télévision
- 1959-1960 : Wichita Town (en) (série télévisée) : Marshal Mike Dunbar